# Makoše
Makoše este o localitate din comuna Ribnica, Slovenia.